# 高骨沙鸡子
高骨沙鸡子（学名：Phyllophorus hypsipygra）为沙鸡子科沙子鸡属的动物。分布于日本、印度尼西亚、马六甲海峡以及中国大陆的黄海南部到东海等地，常生活于水深30-100米的软泥底或沙泥底。该物种的模式产地在日本或中国。